# Egloga (libro)

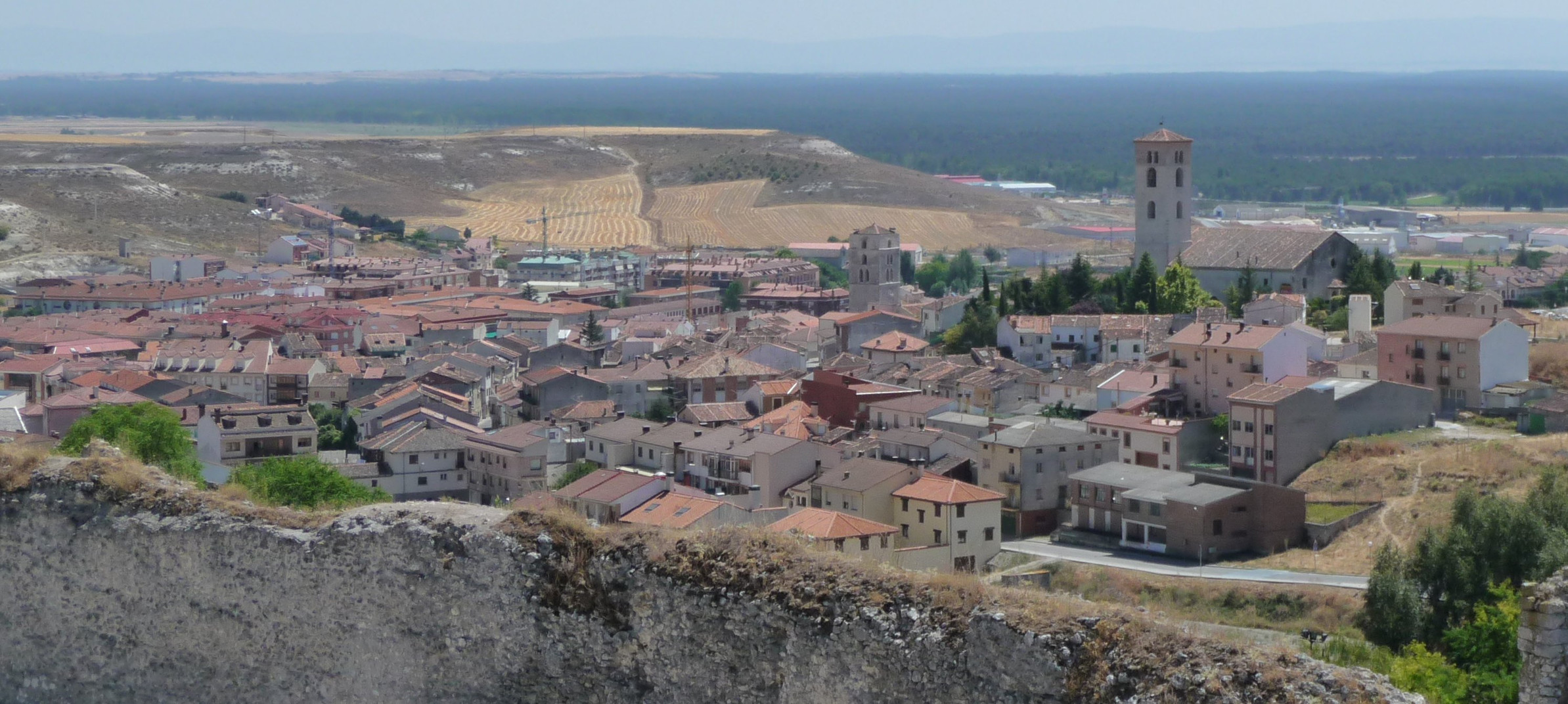
Panorámica de Cuéllar, tierra en la que se inspiró la autora para escribir Egloga.

Egloga es un libro de poesía de la escritora española Alfonsa de la Torre, editado en Madrid en 1943 por la Editorial Hispánica (fundada por Juan Guerrero Ruiz). La autora se inspiró en parajes y edificios de Cuéllar (Segovia), su tierra natal, para escribir los poemas que componen la obra, estando dedicadas sus letras a la Virgen de El Henar, al arroyo Cerquilla, al monasterio de Santa Clara o a la iglesia de Santa María de la Cuesta, entre otros.
En el momento de su publicación, los años de la postguerra española, la poesía estaba dividida en dos grupos poéticos o tendencias: los miembros de la Juventud Creadora, capitaneados por José García Nieto, que acostumbraban una poesía conservadora, y los poetas sociales, que desarrollaban una poesía diferente que a menudo se convertía en reivindicación política. En este plano una joven autora liberal, mística y feminista editó una poesía diferente, con la que sorprendió al lector y entusiasmó a la crítica, quien la recibió con admiración. Eugenio de Nora y Dionisio Ridruejo fueron algunos de los halagadores de la obra.
El libro, que tiene una introducción de Josefina Romo, se compone de doce décimas bajo el título Homenaje a Cuéllar, con nombres como Chopos del Cerquilla, Palomas, Campana de Santa Clara, Hogueras, Torres, Muchacha muerta, Rebaños, Santa María de la Cuesta, Lluvia sobre las Lomas o Huerta de San Francisco.
Toma su nombre de las églogas, un subgénero de la poesía lírica.